# Transports Capelle
Pour les articles homonymes, voir Capelle.
Transports Capelle est une entreprise de transport routier spécialisée dans les convois exceptionnels, leader en France et Europe.

## Historique

### Débuts
En 1950, René Capelle crée une petite entreprise de transport aux Salles-du-Gardon (Gard), dans laquelle il est l'unique conducteur. Il achemine du charbon en provenance des houillères du bassin des Cévennes ainsi que des matériaux de construction. Pendant une dizaine d'années, il effectue ces transports principalement sur les départements limitrophes,.

### Années 1960
- En 1960, l'activité se diversifie grâce au transport de pièces de fonderie et de chaudronnerie provenant des usines de la région.
- En 1968 Daniel, fils du fondateur, reprend l'entreprise[3].

### Années 1970
- En 1970, l'entreprise s'installe à Saint-Hilaire-de-Brethmas sur 42 000 m2, dont 400 m2 de bureau et 1 200 m2 d'atelier. L'entreprise passe de 4 à 17 salariés.

### Années 1980
- En 1982, l'entreprise achète une usine à Comines (Nord) destinée au stockage des palettes de Coca-Cola en provenance de Spontin, en Belgique
- En 1983, la société Capelle reprend les transports Dhalluin à Linselles.

### Années 1990
- En 1990 les Transports Capelle ont reçu les Palmes du transporteur de l'année.
- En 1991, reprise des établissements Razel à Étampes et des Transports Calmes qui ouvrrent les marchés de l'Espagne et du Portugal.
- En 1993, Jean-Daniel Capelle devient le patron de l'entreprise[1].
- En 1999, rachat des transports Christner à Sélestat. L'entreprise rachète à 50 % les parts de la société Stag (transports et manutention).

### Années 2000
- En 2000, les transports Morineau à Jard, société de transport exceptionnel, sont rachetés
- En 2001, l’entreprise de transport Drion à Domazan est rachetée
- En 2002 reprise de la société AYE à Gap et reprise de l’activité transport de la société Vassel à Lyon[4] et Viaduc de Millau[5]. Daniel Capelle (PDG) est élu manager social par la lettre M.
- En 2003, la société reçoit la distinction de "transporteur de l'année 2003".
- En 2004, reprise des transports Thomas à Chantonnay. La société reçoit la distinction : « Heavy haulage job of the year 2003[6] » au niveau européen par le journal CRANES TODAY
- En 2005, reprise des transports Bonneton et fusion avec l'agence de Rillieux-la-Pape. Reprise des transports Aprin, spécialisés dans le transport Bras-grue. Reprise des Transports Geliot à Wassy.
- En 2006, achat des transports Aprin
- En 2019, reprise de la branche Transports de AltéAd, et de la société belge Van Egdom[7],[3]
- En 2023, rachat de Dom'Azur Transports et de STDR-TEDL[1]. La famille décide d'ouvrir le capital  à un fonds d'investissement[8]. Une stratégie d'investissement dans des activités annexes est mise en place[9].

## Valorisation de l'entreprise
En 2024, la fortune de la famille Capelle est estimée à 300 millions d'euros